# Balkanoniscus minimus
Balkanoniscus minimus är en kräftdjursart som beskrevs av Albert Vandel 1967. Balkanoniscus minimus ingår i släktet Balkanoniscus och familjen Trichoniscidae. Inga underarter finns listade i Catalogue of Life.